# Aventí
|  | Per a altres significats, vegeu «Aventí (desambiguació)». |

L'Aventí (en italià: Aventino) és un dels set turons de Roma; és el més meridional, i en part està voltat pel riu Tíber. Comprèn, entre d'altres, la basílica de Santa Sabina, la residència dels cavallers de l'Orde de Malta i el parc Savello. Actualment és una de les àrees residencials més tranquil·les de la ciutat.

## Antiguitat
Hi ha diverses teories etimològiques per explicar el possible origen d'aquesta paraula. Segons els antics, el nom d'aquest turó podria derivar d'Aventí Silvi, un rei d'Alba Longa, o de la locució llatina ab adventu hominum ('vingut dels humans'), que era la denominació d'un temple dedicat a Diana, o de ab advectu ('a sobre del dipòsit') per les zones pantanoses que l'envoltaven. Una altra explicació aportada per Plutarc és la que el fa procedent de l'expressió ab avibus ('el lloc de les aus') per ser un lloc on feien el niu les aus que anaven cap al Tíber i que eren consultades pels àugurs. Una altra possibilitat és que el nom derivi de la paraula avena, un dels cereals que es venien al mercat que hi havia al peu del turó.
La zona es dividia en un Aventí pròpiament dit, entre el riu Tíber i la vall en la qual sorgeix el Circ Màxim, i el dit «Aventí menor» (actualment collina di San Saba). En època republicana entre tots dos sectors, a l'interior de la muralla Serviana estava tota la zona anomenada Aventí. Quan es va establir la subdivisió d'August en 14 districtes urbans, l'Aventí tradicional va quedar dividit entre la regio XIII (més tard Aventí) i la regio XII (Piscina Pública).

### L'època arcaica

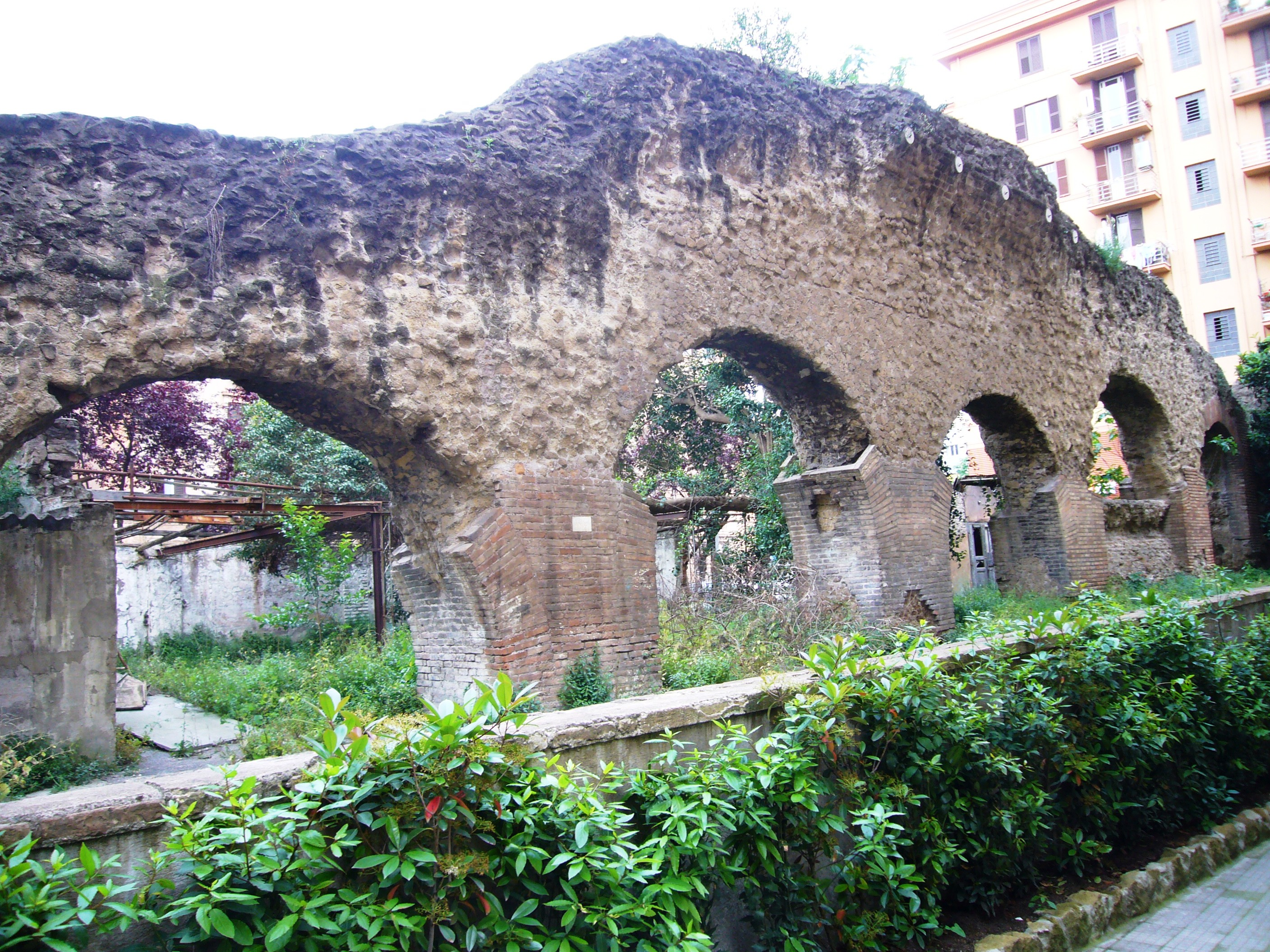
Restes del Porticus Aemilia darrere del Testaccio.

Les llegendes mitològiques esmenten l'Aventí en dues ocasions: la primera diu que el semidéu grec Hèrcules va tenir un fill amb la princesa Rea Sílvia al qual van anomenar Aventí en record del turó on vivien; la segona llegenda diu que en una cova d'aquest turó vivia un monstre anomenat Cacus, al qual va matar Hèrcules perquè robava el bestiar del ramat de Gerió.
En el mite de la fundació de Roma pels bessons Ròmul i Rem es diu que per decidir qui dels dos governaria i decidiria com estructurar la ciutat es va consultar la voluntat dels déus a través dels ocells. En la majoria de les versions es diu que Rem va plantar la seva tenda a l'Aventí, mentre que Ròmul ho va fer al Palatí. Cadascú va veure alguns ocells volant per sobre de cada tenda, cosa que volia dir l'aprovació dels déus, però Rem en va veure menys que Ròmul. En la versió d'Enni tots dos van fer l'auspici a l'Aventí, però Rem a la part més baixa, potser al Mons Murcus.
Més tard es va construir una muralla, el pomerium, i el turó va quedar fora. El rei Anc Marci va derrotar els llatins de Politorium i se'ls va endur perquè visquessin a l'Aventí. Després s'hi van instal·lar gent procedent de Ficana, Medúl·lia, Tel·lene, i va rebre una primera fortificació independent. Al segle vi aC ja formava part del recinte emmurallat i següent fortificació, la muralla Serviana. Gràcies a la seva particular posició propera al port fluvial, l'Aventí va esdevenir la seu d'una colònia de mercaders estrangers.
Fou la seu del temple de Luna, ordenat construir per Servi Tul·li

### L'època republicana
Fou tradicionalment la barriada dels plebeus, en contraposició al Palatí la zona residencial dels patricis. A partir de la llei Icilia de Aventino monte, del 456 aC. la zona del turó es va distribuir entre els plebeus per construir habitatges, compensant l'ocupació prèvia de terrenys públics propietat dels patricis, que van provocar protestes i disturbis. Pel seu caràcter plebeu, el turó va ser també la llar de l'extrema defensa del tribú Gai Semproni Grac l'any 123 aC.
En l'època republicana hi van viure els poetes Enni i Gneu Nevi. Amb el temps, la vida econòmica de la ciutat, s'havia traslladat de l'antic i petit Fòrum Boari cap a la plana sud de l'Aventí, on a començament del segle ii aC es va construir el nou port fluvial (emporium), l'enorme Porticus Aemilia i els grans magatzems (antiga Annona) i botigues dels Horrea Galbana, Lolliana, Aniciana, Seiana i Fabaria i, a més el mercat del pa (Forum Pistorium). A l'actual carrer Via Marmorata encara es poden veure restes del marbre d'aquells edificis. A la part del darrere es va formar el Mont Testaccio, un turó artificial de 30 metres d'alçada, creat per l'acumulació de fragments d'àmfores que es trencaven i quedaven inservibles.
En algun moment al voltant de l'any 493 aC, poc després de l'expulsió del darrer rei i l'establiment de la república, el senat va ordenar la construcció d'un temple que va allotjar el culte al que més tard s'ha anomenat la Tríada Aventina, formada pels déus Ceres, Líber i Líbera, patrons de la classe treballadora. la seva inauguració es va fer després d'un dels primers intents de secessió proposats per la plebs. Aquest temple estava per damunt del Temple de Vesta i tenia vistes al Circ Màxim i al Palatí. El seu interior es va fer servir d'arxiu legal durant un temps.
Vers l'any 391 aC, el creixement de la ciutat havia superat els límits de l'Aventí i del Camp de Mart, i va quedar vulnerable als atacs; cosa que va passar quan els gals la van envair. Després d'expulsar-los, es van refer i ampliar les muralles per incorporar adequadament l'Aventí; això va coincidir amb el creixent poder i influència dels edils i tribuns de la plebs i amb el sorgiment d'una noblesa plebea.
L'any 392 aC Marc Furi Camil va fer construir un temple dedicat a Juno Regina (importada de Veios), altres temples que es van afegir van ser el de Summà cap a l'any 278, el de Vertumne (importat de Volsinii 264) i al segle iii el de Minerva.

### L'època imperial

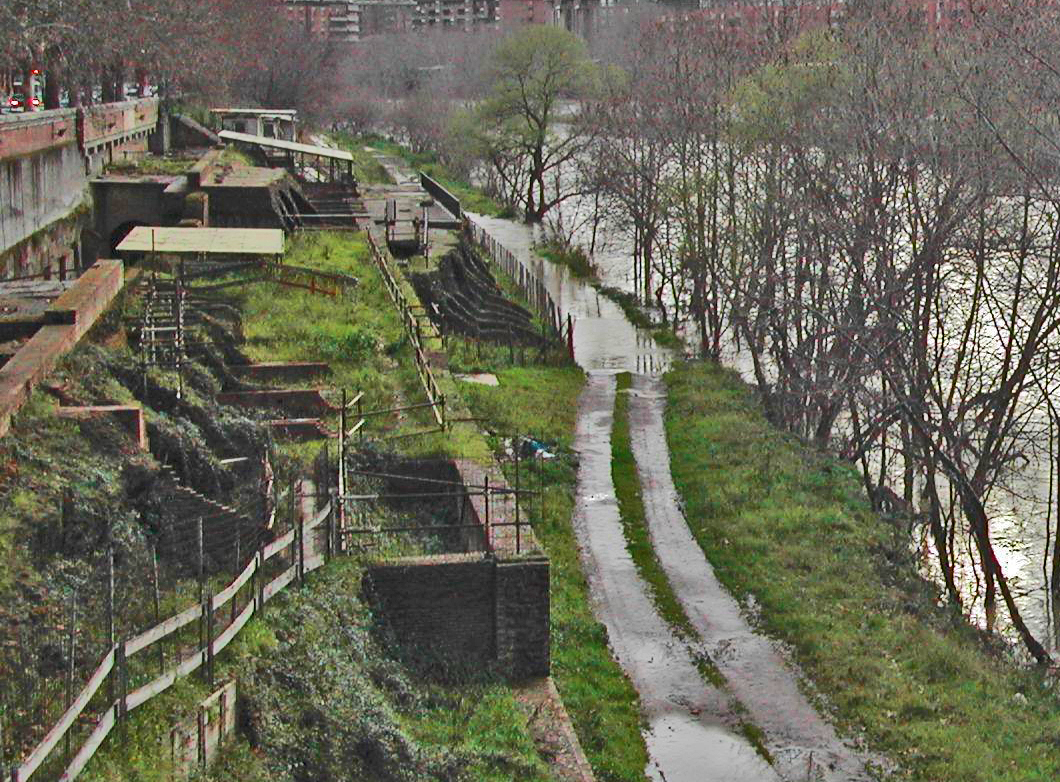
Restes de l'Emporium, el port comercial de l'Aventí.

Durant l'època imperial el caràcter del turó va canviar i es va convertir en la llar de moltes residències aristocràtiques, incloent habitatges particulars de Trajà i Hadrià abans que fossin emperadors, i també de Luci Licini Sura, amic de Trajà. També hi va viure l'emperador Vitel·li i el prefecte urbà Luci Fabi Ciló Septimià.
Aquests nous habitants del turó convertint-lo en aristocràtic va ser probablement la causa de la seva destrucció total durant el saqueig de Roma per Alaric I el 410. L'Aventí és esmentat en aquesta època en algunes cartes de Jeroni d'Estridó. En aquell moment les persones més pobres de la ciutat habitaven més al sud, a la plana que hi havia a prop del port (Emporium) i a l'altre costat del Tíber.
Carrers de l'antiga Roma
El conjunt de carrers anomenats Vicus Piscinae Publicae (l'actual viale Aventino) marcava els límits entre les dues regio augusteae del turó. El seu perllongament més enllà de la muralla serviana s'anomenava Vicus Portae Raudusculanae (actualment viale della Piramide Cestia).
El primer carrer amb amplada suficient per poder passar carros pel turó va ser el Clivus Publicius, que comunicava el Fòrum Boari amb el Vicus Piscinae Publicae. Des d'allà partia un altre carrer antic, anomenat probablement Vicus Armilustri (actualment via di Santa Sabina), que menava cap al sud fins a la Porta Lavernalis de la muralla. Un altre carrer antic sortia de la Porta Trigemina al llarg d'un estret pas entre l'Aventí i el Tíber, per després seguir el traçat de l'actual via Marmorata, d'on sorgia la via Ostiense.
Edificis de l'antiga Roma

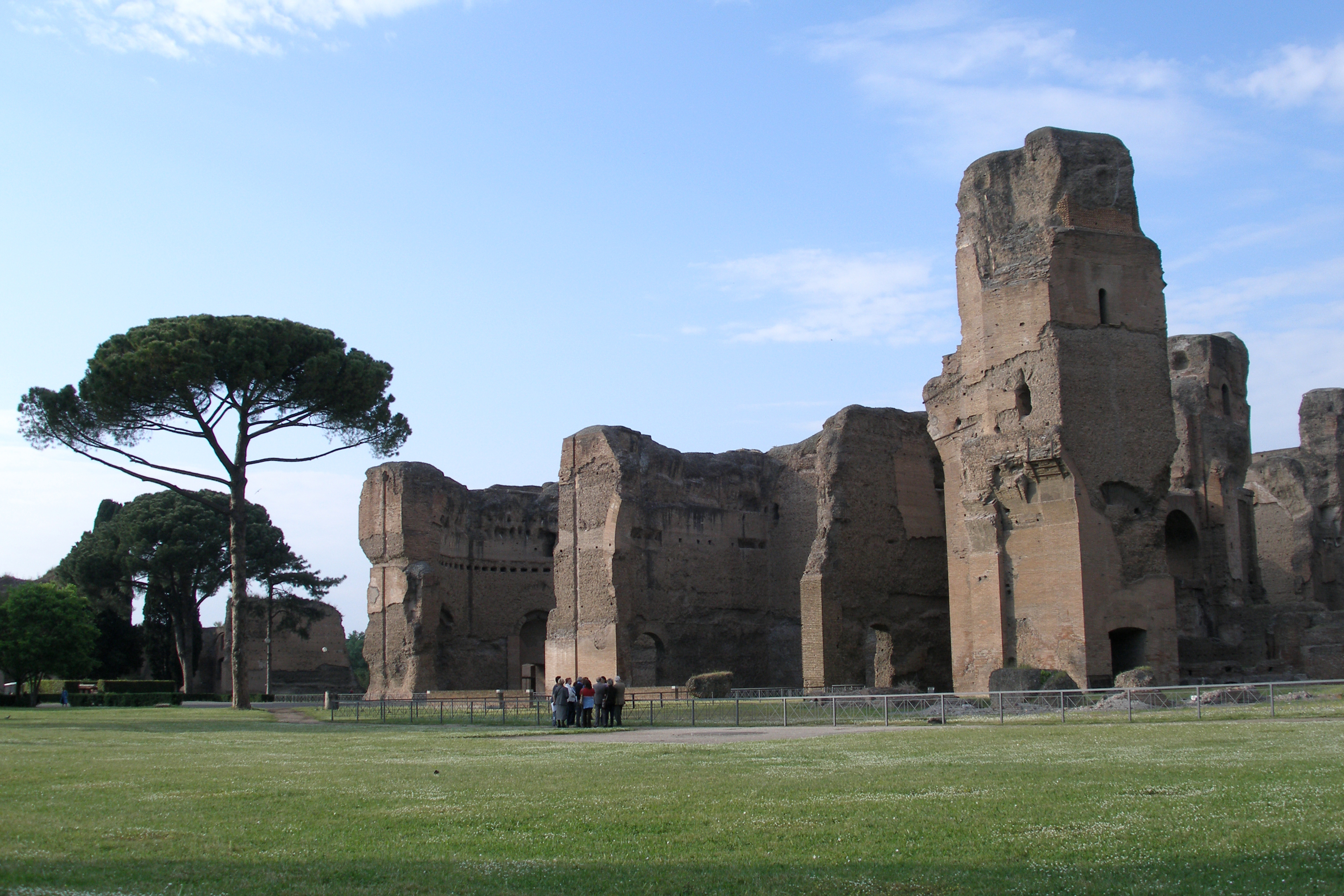
Termes de Caracal·la

A l'Aventi hi va haver una caserna (statio) de la IV cohort que tenien encomanada la vigilància dels edificis termals: les thermae Suranae, de l'època de Trajà, i les thermae Decianae de la primera meitat del segle iii. Les termes de Caracal·la, freqüentades per les classes més baixes, es van edificar sobre el vessant de turó en la part més allunyada, vers la via Àppia.
Per la seva proximitat al port, l'Aventí va allotjar el major nombre de temples dedicats a divinitats de procedència estrangera.A més dels ja esmentats estava el santuari dedicat a Jupiter Dolocenum, un santuari dedicat a Isis Atenodòria i el temple de la Bona Dea Subsaxana.
Potser l'edifici romà més curiós és la piràmide de Cesti, un monument funerari de l'any 12 aC.

## En èpoques medieval i moderna
A l'edat mitjana es van construir algunes esglésies: la de Santa Sabina, la dels sants Bonifaci i Alessio, i la de Santa Prisca. A la zona del "Piccolo Aventino" l'església de Sant Saba i la de Santa Balbina, i la de Santa Maria in Cosmedin.
On ara està el Jardí dels Tarongers, hi havia una fortalesa de la família Savelli, on va viure el Honori IV, el qual la va fer construir al segle xiii possiblement sobre un edifici anterior del segle x propietat dels Crescenzi.
Giovanni Battista Piranesi hi va establir l'any 1765 la Plaça dels Cavallers de Malta, que pren el seu nom de la Vil·la del Priorat de Malta, seu del priorat de l'Orde dels Cavallers de Malta, també responsable de la transformació de l'església de Santa Maria del Priorat, adjacent al palau, on està enterrat.

## L'Aventí parlamentari del 1924
Durant el període del feixisme italià, un grup de parlamentaris de l'oposició es van reunir a l'Aventí per protestar per l'assassinat de Giacomo Matteotti, el qual va morir per haver protestat pels resultats fraudulentes de les eleccions. L'acte de protesta, reunits a banda de la resta del parlament, va recordar les antigues protestes de la plebs en època romana i se'l va anomenar la secessió de l'Aventí.